# (919) Ilsebill
(919) Ilsebill es un asteroide perteneciente al cinturón de asteroides descubierto el 30 de octubre de 1918 por Maximilian Franz Wolf desde el observatorio de Heidelberg-Königstuhl, Alemania.
Está nombrado por Ilsebill, un personaje del cuento de hadas El pescador y su mujer de los hermanos Grimm.